# Kalme steekmier
De kalme steekmier (Myrmica lobicornis) is een mierensoort uit de onderfamilie van de Myrmicinae. De wetenschappelijke naam van de soort is voor het eerst geldig gepubliceerd in 1846 door Nylander.